# Cochliarium cuneiventris
Cochliarium cuneiventris är en tvåvingeart som först beskrevs av Zetterstedt 1846.  Cochliarium cuneiventris ingår i släktet Cochliarium och familjen kolvflugor. Enligt den svenska rödlistan är arten sårbar i Sverige. Arten förekommer i Nedre Norrland och Övre Norrland. Artens livsmiljö är fjäll, våtmarker, skogslandskap. Inga underarter finns listade i Catalogue of Life.